# Eksistentiel pædagogik
Eksistentiel pædagogik eller eksistenspædagogik er en retning inden for den moderne pædagogik, der bygger videre på den eksistentielle filosofi. Den eksistentielle pædagogik lægger vægt på menneskets eksistens i opdragelse, læring, undervisning og dannelse.

## Hovedtræk
Eksistentiel pædagogik er en tilgang inden for uddannelsesområdet, der trækker på eksistentiel filosofi og psykologi. Den fokuserer på at hjælpe elever med at udforske og forstå grundlæggende eksistentielle spørgsmål og udfordringer i livet. Denne tilgang sigter mod at skabe en meningsfuld og autentisk læringsoplevelse, der adresserer elevernes åndelige og eksistentielle dimensioner.

## Historie
Den tidlige eksistentielle pædagogik findes blandt andet hos Søren Kierkegaard og Friedrich Nietzsche. Den moderne eksistenspædagogik har ikke mindst sin oprindelse hos Otto Friedrich Bollnow (1903-1991). Som filosof var han ikke blot inspireret af den eksistentielle filosofi. I sit akademiske arbejde blev han optaget af forbindelsen mellem filosofi og pædagogik helt frem til sin død, og han var interesseret i at grundlægge og udvikle eksistenspædagogikken som en filosofisk pædagogik. Bollnow lagde blandt andet vægt på den pædagogiske betydning af mødet. Desuden betoner han, hvordan livet kræver valg. Han beskæftigede sig også med fænomenologien og dens forhold til pædagogik.
Den eksistentielle pædagogik fik i det hele taget en særlig betydning i efterkrigstiden. Amerikaneren Van Cleve Morris har i Existentialism in Education særligt taget fat på eksistentialismens muligheder i pædagogiske sammenhænge. Et andet vigtigt navne i efterkrigstidens eksistenspædagogik var George Kneller.
Den eksistentielle filosofi og litteratur oplever en genopblomstring i det 21. århundrede. Der er også en stærkt forøget og fornyet interesse om den eksistentielle pædagogik . Julia Weitzel har blandt andet skrevet bogen Existenzielle Bildung om et nyere perspektiv på eksistentiel dannelse. Herner Saeverot hævder i Indirect Pedagogy, at der er særligt brug for eksistenspædagogik i det 21. århundrede, hvor eksistentielle emner er mere påtrængende. Steve Nelson viser i First, Do No Harm: Progressive Education in a Time of Existential Risk fra 2016, hvordan der er brug for progressiv pædagogik i en tid, hvor eksistensen er udsat og mennesket er tilbøjeligt til at blive konformt. 

## Slægtskab med humanistisk pædagogik og livsoplysning
Den eksistentielle pædagogik er idéhistorisk set tæt beslægtet med den humanistiske pædagogik, der blev grundlagt af den amerikanske psykolog Carl Rogers. Den humanistiske pædagogik er også inspireret af den eksistentielle filosofi og betoner menneskets valg og frihed.  
I den dansk sammenhæng forbindes den humanistiske pædagogik sommetider med N.F.S. Grundtvig og Christen Kold, der dog snarere hører til livsoplysningen. Denne har i modsat til den eksistentielle pædagogik et fokus på det folkelige fællesskab.  

## Eksistentiel læring og eksistenspædagogisk psykologi
Den amerikanske psykolog og filosof Paul Colaizzi har udviklet en teori om eksistentiel læring, som han har undersøgt empirisk. Denne form for læring er forskellig fra overførsel af information. Den medfører en forandring af elevens væren. Anders Draeby Sorensen har med hjælp fra Rosemary Lodge og Emmy van Deurzen undersøgt, hvordan den eksistentielle læring opnås i eksistentiel terapi, og at eksistentiel terapi dermed kan forstås som en pædagogisk metode.

## Eksistentiel pædagogik i Danmark
I en dansk sammenhæng har Bo Jacobsen været vigtig for den eksistentielle pædagogik. Han foreslår en eksistentiel voksenundervisning baseret på kortlægning og artikulation af deltagernes livserfaringer. Bo Jacobsen udgav Mød eleven i 2003 sammen med Christina Sand Jespersen og Irene Christiansen. Denne bog er baseret på en række observationer og interviews med lærere og elever, og den handler om, hvad det vil sige at arbejde socialpsykologisk med en skoleklasse.  I 2004 udkom bogen Den vordende demokrat - en undersøgelse af skoleklassen som demokratisk lærested, der er skrevet af Bo Jacobsen, Flemming Troels Jensen, Mikkel Bo Madsen, Marius Sylvestersen og Claude Vincent. Denne bog viser, at den danske folkeskole kan opdrage eleverne til at blive demokratisk bevidste borgere.
Finn Hedegaard Nielsen har redigeret bogen Pædagogik og eksistens, der handler om, hvordan man kan praktisere pædagogik i arbejdet med psykisk sårbare mennesker. Det eksistentielle perspektiv lægger vægt på at se disse mennesker som hele og fuldbyrdede mennesker og ikke blot som diagnoser eller sygdomme.
Gunvor Løkken har forsket i småbørnspædagogik ud fra et fænomenologisk og eksistentielt perspektiv. Finn Thorbjørn Hansen har også haft en betydning for området gennem udgivelsen af bøger om filosofisk samtale som eksistentiel pædagogik. .
Desuden har Kaj Aalbæk-Nielsen, Søren Dupont, Gitte Riis Hansen, Søren Berthelsen Holm, Anders D. Sørensen og Brian Degn Mårtensson skrevet og redigeret bøger og artikler om emnet .. .
Aarhus Universitet har en forskningsenhed for eksistentielfænomenologiske perspektiver på pædagogisk psykologi. Enheden ledes af Ditte Winther Lundquist og hører under DPU (Danmarks Institut for Pædagogik og uddannelse). Ved DPU har Borits Lauritzen desuden arbejdet med en eksistentiel tilgang til socialpædagogik.